# 2254 Requiem
2254 Requiem este un asteroid din centura principală, descoperit pe 19 august 1977 de Nikolai Cernîh.